# Сеченовский район
Сеченовский район — административно-территориальное образование (район) в Нижегородской области России. В рамках организации местного самоуправления ему соответствует Сеченовский муниципальный округ (с 2004 до 2022 гг. — муниципальный район).
Административный центр — село Сеченово.
Население — 13 856 чел. (2021).

## Физико-географическая характеристика
Район располагается в юго-восточной части области и граничит: на юге — с территорией Большеигнатовского района Мордовии, на востоке — с Порецким районом Чувашии, на западе и севере — с Краснооктябрьским и Пильнинским районами Нижегородской области.
Площадь района — 991,04 км².
Сеченовский район находится в зоне умеренно континентального климата.

### Рельеф
Сеченовский район, как и вся Нижегородская область, расположен в центральной части Восточно-Европейской равнины.
Целиком лежит на холмистой возвышенности Межпьянье, образованной руслом реки Пьяна, в составе Приволжской возвышенности.
В Сеченовском районе находится наивысшая точка области — 252 м над уровнем моря.

### Гидрография
Речная сеть района составлена 6 реками и десятками ручьёв. Все они целиком находятся в бассейне реки Суры.
Река Киша, левый приток р. Суры, берёт исток в Липовке и служит водоразделом между Сеченовским и Порецким районами. Все левые притоки находятся на территории Нижегородской области, все правые, в том числе р. Малая Киша - на территории Чувашской республики.
Река Вачка, левый приток р. Мени, так же берёт исток возле д. Липовка и перетекает на территорию Ардатовского района.
Река Пьяна, левый приток р. Суры, берёт начало в 2,6 км от села Верхнее Талызино и в 3 км от села Торговое Талызино. Рядом берёт начало второй приток Пьяны - речка Пьянка.
Река Малая Медяна, правый приток р. Медяны, берёт исток в 4,35 км от села Алферьево. Рядом, в урочище Юрьевский, берёт начало речка Медянка, следующий правый приток р. Медяны.
Летописная же речка Медянка берёт исток северо-восточнее села Алферьево, в 4,25 км от села Сеченово. Пробегая через Сеченово, Красное и Красный Остров через 39 км она впадает в реку Малая Медяна. Водами речки Медянки возле села Сеченово образовано искусственное озеро Вторая Плотина.

### Растительный и животный мир
Район расположен в лесостепной зоне. Характерна крайне низкая лесистость - всего около 2% к общей площади. Имеющиеся лесные насаждения (лесополосы, Мамлейская роща, Дубрава у с. Торговое Талызино) представлены в основном берёзой, осиной, американским клёном, сосной, тополем, в меньшей степени - елью, дубом, ясенем.

## История
До 1929 года земли, относящиеся в настоящее время к территории Сеченовского района, входили в состав то Курмышского, то Алатырского уезда Симбирской губернии.
1929-й
Год образования Теплостанского района, входящего в состав Арзамасского округа Нижегородского края. 1929 год — начало коллективизации, но в Теплостанском районе движение по массовому вступлению в колхозы начинается в 30-е годы. В больших селениях создавалось по нескольку колхозов. К 1940 годы лишь единицы крестьян не были колхозниками.
Начало 1940-х гг.
На территории Теплостанского района 48 школ, из них 3 средних (Тёплый Стан, Верхнее Талызино, Мурзицы). Самая большая — Теплостанская под руководством А. А. Херсакова. Здесь работали замечательные педагоги В. В. Остроумова, А. Б. Шняк, А. А. и М. Г. Уваровы, Р. В. Сачек, А. С. Виляев, Н. М. Симонов, А. А. Рябов и др.
23 июня 1941 года
Первый день мобилизации на фронт военнообязанных с 1905 по 1918 гг. рождения, многие теплостанские комсомольцы-добровольцы пришли в военкомат сами с просьбой отправить их на передовую. Героями Советского Союза стали Ф. С. Культин (д. Липовка), Д. А. Косов (д. Шуваловка), В. А. Митряев (д. Мяндровка), И. Ф. Андреев (д. Александровка); А. Е. Гришин (д. Бегичево) награждён тремя орденами Славы. Сотни теплостанцев награждены медалями, около 8000 человек из 14 тыс. призванных не вернулись с полей сражений. Героически трудились теплостанцы в тылу.
Ноябрь 1944 года
Из нескольких сельсоветов Теплостанского района образован Талызинский район, в состав которого вошли Алферевский, Липовский, В. Талызинский, Митропольский, Чадаевский, Шемаринский и Богатиловский сельсоветы. Талызинский район просуществовал до осени 1957 года (затем вошёл в состав Сеченовского района).
1945 год
Год победы советского народа в Великой Отечественной войне, год переименования Т. Стана в Сеченово и Теплостанского района в Сеченовский (Указ Президиума Верховного Совета РСФСР от 24 ноября 1945 г.).
12 апреля 1951 года
За высокую урожайность зерновых Сеченовскому району вручено переходящее Красное Знамя обкома и облисполкома.
13 мая 1951 года
открытие музея И. М. Сеченова.
7 сентября 1952 года
Установлен памятник И. М. Сеченову на пл. Советской райцентра.
15 ноября 1957 года
К Сеченовскому району присоединён Талызинский район.
1959 г.
Пущена в эксплуатацию дорога Сеченово — Сергач.
Начало 1960-х гг.
Построены здания райкома и исполкома райсовета (ныне здания администрации и РУО).
1963—1971 гг.
Под руководством К. Г. Трофимова один из самых отстающих совхозов «Талызинский» становится миллионером. Константин Герасимович удостоен высшей награды Родины — звания Героя Социалистического труда с вручением Золотой медали и ордена Ленина, совхоз удостоен диплома ВДНХ 1-й степени, награждён переходящими Красными Знаменами, Почётной грамотой ЦК КПСС, Президиума Верховного Совета СССР, ВЦСПС и ЦК ВЛКСМ.
1964 г.
Пущена в эксплуатацию автодорога до Пильны.
1976 г.
Построена «Сельхозтехника».
1978 г.
Новое здание Сеченовской средней школы приняло своих первых учеников, в 1979 в ней состоялся первый выпуск.
1982 г.
Забит первый колышек в основание газокомпрессорной станции.
1983—1984 гг.
Строительство КС «Сеченовская — 24».
1985 г.
Начало газификации района.
1989 г.
Открытие нового Дома культуры в райцентре.
середина 1990-х
Начало немцовской программы «ЗЕРНО», развалившей колхозы и совхозы области.
1999 г.
Построено здание РОВД. Освящён храм в честь Владимирской иконы Божией Матери.
2003 г.
Новый агротехникум принимает первых студентов.
2006 г.
Начало работы программы по поддержке молодых специалистов, решивших работать в учреждениях здравоохранения, спорта и культуры Нижегородской области. В результате появились целые посёлки в райцентре.
2009 г.
Построены два трёхэтажных дома на ул. 70 лет Октября по программе расселения жильцов из ветхого фонда. Всего из одиннадцати аварийных домов района переселено 88 семей.
2006—2014 гг.
Активно ведётся газификация уже в малых населённых пунктах, а также на новых улицах с. Сеченова. Газификация продолжается.
Построены Дом культуры в с. Митрополье, средняя школа на 120 учащихся в с. Мурзицы. В рамках областной целевой программы открыты два семейных детских сада в райцентре, один — в с. Талызине, выполнен капитальный ремонт детского сада «Солнышко», на базе школы открыт детсад в с. Красное.
По программе «обеспечения жильём детей-сирот» приобретено 28 жилых помещений во вновь построенных домах. 123 ветерана войны получили единовременную денежную выплату на приобретение квартир.
Построены три восьмиквартирных дома в Сеченове для ветеранов Великой Отечественной войны.

## Население
| 1939    | 1959    | 1970    | 1979    | 1989    | 2002    | 2008    | 2009    | 2010    |
| ------- | ------- | ------- | ------- | ------- | ------- | ------- | ------- | ------- |
| 54 501  | ↘37 437 | ↘30 341 | ↘23 031 | ↘19 338 | ↘17 741 | ↘16 364 | ↘16 110 | ↘15 446 |
| 2011    | 2012    | 2013    | 2014    | 2015    | 2016    | 2017    | 2018    | 2019    |
| ↘15 424 | ↘15 242 | ↘15 048 | ↘14 784 | ↘14 578 | ↘14 448 | ↘14 326 | ↘14 195 | ↘13 978 |
| 2020    | 2021    |         |         |         |         |         |         |         |
| ↘13 768 | ↗13 856 |         |         |         |         |         |         |         |

### Национальный состав
На территории района в основном проживает русское население, есть поселения татар (село Красный Остров) и мордвы.

## Административно-муниципальное устройство
В Сеченовский район, в рамках административно-территориального устройства области, входят 7 административно-территориальных образований — 7 сельсоветов.
| № | Административно- территориальное образование | Административный центр | Количество населённых пунктов | Население (чел.) | Площадь (км²) |
| - | -------------------------------------------- | ---------------------- | ----------------------------- | ---------------- | ------------- |
| 1 | Болтинский сельсовет                         | село Болтинка          | 6                             | ↘980             | 97,75         |
| 2 | Васильевский сельсовет                       | село Васильевка        | 9                             | ↗517             | 88,97         |
| 3 | Верхнеталызинский сельсовет                  | село Верхнее Талызино  | 18                            | ↗2400            | 293,17        |
| 4 | Кочетовский сельсовет                        | село Кочетовка         | 5                             | ↘968             | 90,11         |
| 5 | Красноостровский сельсовет                   | село Красный Остров    | 2                             | ↘344             | 58,62         |
| 6 | Мурзицкий сельсовет                          | село Мурзицы           | 4                             | ↘937             | 96,00         |
| 7 | Сеченовский сельсовет                        | село Сеченово          | 9                             | ↗7710            | 266,42        |

Первоначально на территории Сеченовского района к 2004 году выделялись 13 сельсоветов. В рамках организации местного самоуправления в 2004—2009 гг. в существовавший в этот период Сеченовский муниципальный район входили соответственно 13 муниципальных образований со статусом сельских поселений. В 2009 году были упразднены сельсоветы: Липовский, Митропольский, Торгово-Талызинский и Шемаринский сельсоветы (включены в Верхнеталызинский сельсовет), Алферьевский и Красновский сельсоветы (включены в Сеченовский сельсовет). Законом от 12 апреля 2022 года Сеченовский муниципальный район и все входившие в его состав поселения были упразднены и объединены в Сеченовский муниципальный округ.

## Населённые пункты
В Сеченовском районе 53 населённых пункта (все — сельские).
| №  | Населённый пункт       | Тип     | Население | Административно- территориальное образование |
| -- | ---------------------- | ------- | --------- | -------------------------------------------- |
| 1  | Александровка          | село    | ↘199      | Болтинский сельсовет                         |
| 2  | Алферьево              | село    | ↘585      | Сеченовский сельсовет                        |
| 3  | Баженовка              | деревня | ↘32       | Верхнеталызинский сельсовет                  |
| 4  | Бахаревка              | село    | ↘162      | Сеченовский сельсовет                        |
| 5  | Бахметьевка            | деревня | ↘108      | Болтинский сельсовет                         |
| 6  | Бегичёво               | деревня | ↗121      | Мурзицкий сельсовет                          |
| 7  | Богатиловка            | село    | ↘80       | Верхнеталызинский сельсовет                  |
| 8  | Болтинка               | село    | ↘671      | Болтинский сельсовет                         |
| 9  | Болховское             | село    | ↘115      | Васильевский сельсовет                       |
| 10 | Борисовка              | деревня | ↘4        | Верхнеталызинский сельсовет                  |
| 11 | Булдаково              | деревня | ↘199      | Верхнеталызинский сельсовет                  |
| 12 | Васильевка             | село    | ↘314      | Васильевский сельсовет                       |
| 13 | Верхнее Талызино       | село    | ↘1224     | Верхнеталызинский сельсовет                  |
| 14 | Елизаветино            | деревня | ↘25       | Васильевский сельсовет                       |
| 15 | Завидовка              | деревня | ↘2        | Васильевский сельсовет                       |
| 16 | Ивановка               | деревня | ↘51       | Васильевский сельсовет                       |
| 17 | Ильинка                | село    | ↘182      | Болтинский сельсовет                         |
| 18 | Кикинка                | деревня | ↘19       | Болтинский сельсовет                         |
| 19 | Княжуха                | деревня | ↘47       | Верхнеталызинский сельсовет                  |
| 20 | Кочетовка              | село    | ↘653      | Кочетовский сельсовет                        |
| 21 | Красное                | село    | ↘260      | Сеченовский сельсовет                        |
| 22 | Красный Остров         | село    | ↘359      | Красноостровский сельсовет                   |
| 23 | Левашовка              | деревня | ↘17       | Васильевский сельсовет                       |
| 24 | Левашовка              | село    | ↘135      | Красноостровский сельсовет                   |
| 25 | Липовка                | село    | ↘288      | Верхнеталызинский сельсовет                  |
| 26 | Малинов Куст           | деревня | ↗25       | Сеченовский сельсовет                        |
| 27 | Мамлейка               | село    | ↗599      | Сеченовский сельсовет                        |
| 28 | Митин Враг             | село    | ↘46       | Кочетовский сельсовет                        |
| 29 | Митрополье             | село    | ↘322      | Верхнеталызинский сельсовет                  |
| 30 | Михайловка             | деревня | ↘57       | Васильевский сельсовет                       |
| 31 | Моревка                | деревня | ↘20       | Васильевский сельсовет                       |
| 32 | Мурзицы                | село    | ↘503      | Мурзицкий сельсовет                          |
| 33 | Мяндровка              | село    | ↘40       | Болтинский сельсовет                         |
| 34 | Николаевка             | деревня | ↘39       | Кочетовский сельсовет                        |
| 35 | Новоселки              | деревня | ↘50       | Васильевский сельсовет                       |
| 36 | Обуховка               | деревня | ↘54       | Верхнеталызинский сельсовет                  |
| 37 | Ратманово              | деревня | ↘20       | Верхнеталызинский сельсовет                  |
| 38 | Ратово                 | село    | ↘520      | Мурзицкий сельсовет                          |
| 39 | Рогожка                | село    | ↘414      | Кочетовский сельсовет                        |
| 40 | Ручьи                  | деревня | ↘105      | Мурзицкий сельсовет                          |
| 41 | Сарбаево               | село    | ↘52       | Верхнеталызинский сельсовет                  |
| 42 | Сеченово               | село    | ↗5428     | Сеченовский сельсовет                        |
| 43 | Синяковка              | деревня | ↘117      | Сеченовский сельсовет                        |
| 44 | Скрипино               | село    | ↘94       | Верхнеталызинский сельсовет                  |
| 45 | Старая Назаровка       | деревня | ↘9        | Верхнеталызинский сельсовет                  |
| 46 | Стрелка                | деревня | →2        | Верхнеталызинский сельсовет                  |
| 47 | Талызинского совхоза   | посёлок | ↘200      | Верхнеталызинский сельсовет                  |
| 48 | Теплостанского совхоза | посёлок | ↘408      | Сеченовский сельсовет                        |
| 49 | Торговое Талызино      | село    | ↘137      | Верхнеталызинский сельсовет                  |
| 50 | Чадаевка               | село    | ↘0        | Верхнеталызинский сельсовет                  |
| 51 | Шемарино               | село    | ↘96       | Верхнеталызинский сельсовет                  |
| 52 | Шуваловка              | деревня | ↘47       | Кочетовский сельсовет                        |
| 53 | Ясное                  | село    | ↘355      | Сеченовский сельсовет                        |

## Экономика

### Сельское хозяйство
Сеченовский район всегда был и остаётся сельскохозяйственным районом.
На территории района сельским хозяйством занимаются 18 сельскохозяйственных предприятий, которые специализируются на производстве мяса и молока. Всего в сельскохозяйственном производстве занято 2210 человек, что составляет 20,4 % от общего числа занятых в экономике района.

### Ресурсы
Здесь чёрная, почти как уголь, земля. Почвы в основном чернозёмы оподзоленные и выщелочные.
Наибольший удельный вес в общей земельной площади занимают сельскохозяйственные угодья — 90 %.
Распаханность района составляет 67 % площади.
Территория Сеченовского района характеризуется недостаточной залесенностью, лесистость района составляет лишь 2 % к общей площади.
Район располагает запасами минеральных ресурсов:
- глины для изготовления кирпича-около 2000000м3,
- строительных песков-около 200000 м3.

Кроме того на территории района находится месторождение минеральной воды (общая минерализация которой составляет 1.3 — 2.0 грамм/литр).

### Транспорт
Сеченовский район является узлом шоссейных дорог, так как граничит с республиками: Мордовия и Чувашия. Через район проходят автомобильные дороги на города Нижний Новгород, Сергач, Ульяновск, Тольятти, Шумерлю.

## Культура и образование
Общее число постоянных дошкольных учреждений (ДДУ) — 16, в них мест — 748. Численность детей, посещающих ДДУ — 430.
Количество детей на 100 мест в ДДУ — 98 человек.
На территории района функционирует 1 детский приют.
Общеобразовательный комплекс района включает в себя 29 образовательных учреждений: 8 начальных школ, 12 основных школ, 9 средних школ.
Также на территории района действует Сеченовский агротехнический техникум в селе Сеченово на 350 мест. САТТ осуществляет подготовку учащихся по следующим специальностям:
- тракторист-машинист,
- электрик,
- повар-продавец,
- бухгалтер-экономист,
- оператор ЭВМ,
- водитель,
- социальный работник.

На базе агротехникума в районе действует филиал Нижегородской сельскохозяйственной академии по специальности «экономист-организатор».

## Достопримечательности
На территории Сеченовского района находятся два памятника архитектуры, включённых в «Государственные списки памятников истории и культуры Нижегородской области». Их постройка датируется концом XVIII века — началом XIX века, это церковь Александра Невского в селе Верхнее Талызино (документ о принятии на государственную охрану № 471) и Вознесенская церковь в селе Ратово (документ о принятии на государственную охрану № 286).

## Инфраструктура
Организацией досуга занимаются работники культуры и искусства на базе действующих 30 сельских домов культуры, 23 библиотек, 2 передвижных клубных учреждений, детской музыкальной школы, 2 музеев и одного кинотеатра.

### Лечебные учреждения
В больничный комплекс района входят: центральная районная больница (ЦРБ), и две участковые больницы в селе Верхнее Талызино и в селе Кочетовка, также 27 фельдшерско-акушерских пунктов.
Мощность амбулаторно-поликлинических учреждений — 225 посещений в смену. Количество врачей всех специальностей — 20 человек, численность врачей на 10000 населения — 11,3 человек, Количество среднего медицинского персонала — 156 человек, его численность на 10000 населения — 88 человек.

## Известные уроженцы
- Агафонов, Сергей Фёдорович (род. 1921) — подполковник Советской Армии, участник Великой Отечественной войны, кавалер ордена Александра Невского.
- Алёшин, Николай Фёдорович (1941-2015) — российский и советский писатель, поэт, журналист. Профессор, академик Академии поэзии и Академии российской литературы. Член Союза журналистов России, член Союза писателей России, член Международной Ассоциации писателей. Заслуженный работник культуры России. Почётный гражданин Сеченовского района.
- Андреев, Александр Дмитриевич (1915-1975) — советский писатель, журналист, военный корреспондент. Участник Великой Отечественной войны.
- Андреев, Иван Фёдорович (1910-1992) — участник Великой Отечественной войны, Герой Советского Союза, кавалер ордена Ленина и ордена Красного знамени. Почётный гражданин города Барановичи.
- Беляров, Иван Павлович (род. 1923) — полковник-инженер войск связи, профессионал-инженер КБ "Салют", участник Великой Отечественной войны, кавалер ордена Красной Звезды, кавалер ордена Знак Почёта.
- Булыгин, Илья Андреевич (1923-1996) — советский и российский историк, специалист области источниковедения и археографии. Профессор Российского университета дружбы народов. Участник Великой Отечественной войны.
- Воскресенский, Михаил Григорьевич (1882-1918) — священник Русской православной церкви, в 2000 году включён в Собор новомучеников и исповедников Российских.
- Генералов, Николай Андреевич (1915-1966) — полковник Советской Армии, доцент кафедры Основ марксизма-ленинизма Московского авиационного института, участник Великой Отечественной войны, кавалер Ордена Ленина, кавалер ордена Боевого Красного Знамени, трижды кавалер ордена Красной Звезды, кавалер ордена Знак Почёта.
- Глыбин, Александр Семёнович (1925-2021) — российский и советский поэт, участник Великой Отечественной войны.
- Гришин, Александр Ефимович (1921-1999) — участник Великой Отечественной войны, полный кавалер ордена Славы.
- Данилин, Альберт Дмитриевич (1942-2020) — художник, член Союза художников России.
- Данилин, Дмитрий Николаевич (1910-2000) — художник, искусствовед, педагог.
- Ефремов, Иван Дмитриевич (1918-2001) — подполковник танковых войск, участник Великой Отечественной войны, кавалер ордена Красной Звезды.
- Заикин, Иван Михайлович (1880-1948) — борец, российский и румынский артист цирка, один из пионеров авиации в России.
- Захаров, Владимир Михайлович (1946-2013) — российский хореограф, балетмейстер. Профессор, академик Государственной академии славянской культуры, доктор культурологии. Народный артист РСФСР, народный артист Республики Северная Осетия-Алания, заслуженный деятель искусств республики Дагестан, кавалер ордена "За заслуги перед Отечеством".
- Земсков, Владимир Иванович (1922-1994) — подполковник Советской Армии, кавалер ордена Александра Невского.
- Карнилин, Иван Николаевич (род. 1957) — политический деятель, председатель Нижегородской городской Думы (1994—2001, 2002—2010), глава города Нижнего Новгорода (с 7 октября 2015 года по 23 мая 2017 года). Кавалер ордена Почёта.
- Когоут, Николай Николаевич (1891-1959) — советский художник, график. Член Ассоциации художников революционной России. Один из основоположников героического плаката времён Гражданской войны.
- Козлов, Александр Иванович (1905-1993) — врач, капитан медицинской службы, участник Великой Отечественной войны, кавалер ордена Боевого Красного Знамени.
- Косов, Даниил Александрович (1917-1945) — участник Великой Отечественной войны, посмертно удостоен звания Героя Советского Союза, кавалера ордена Ленина и ордена Красной Звезды.
- Культин, Фёдор Сергеевич (1920-1983) — участник Великой Отечественной войны, Герой Советского Союза, кавалер ордена Ленина.
- Максимов, Евгений Павлович (род. 1955) — советский и российский режиссёр-постановщик, народный артист России.
- Митряев, Владимир Александрович (1923-1960) — участник Великой Отечественной войны, Герой Советского Союза, кавалер ордена Ленина.
- Назарова, Зоя Михайловна (род. 1947) — ткачиха, полный кавалер ордена Трудовой Славы.
- Нежметдинов, Абдулла Аймалетдинович (1869-1915) — имам сельской мечети, депутат Государственной думы II созыва от Симбирской губернии.
- Нежметдинов, Кави Гибятович (1901-1957) — советский писатель, поэт, переводчик, педагог, участник Гражданской войны в составе РККА. Лауреат Сталинской премии II степени, кавалер ордена Трудового Красного Знамени.
- Родионов, Василий Сергеевич (1890-1977) — пехотный прапорщик войск Российской Империи, командир Красной Армии, участник Первой Мировой войны, Гражданской войны, полный кавалер ордена Георгиевского Креста.
- Сеченов, Иван Михайлович (1829-1905) — учёный-медик с мировым именем, физиолог, психолог. Заслуженный профессор, академик Императорской академии наук, доктор медицины, доктор зоологии. Основоположник отечественной физиологии и психологии, создатель первой российской физиологической научной школы и естественно-научного материалистического направления в психологии. Лауреат Демидовской премии, кавалер ордена Святого Владимира, ордена Святой Анны и ордена Святого Станислава.
- Сеченов, Рафаил Михайлович (1823-1909) — мировой посредник, знаток арабско-персидской грамоты и словесности, фотограф.
- Сучков, Геннадий Александрович (1947-2013) — военно-морской деятель, адмирал флота, кавалер ордена Красной Звезды.
- Тарасов, Павел Андреевич (1912-1969) — актёр, театральный деятель, профсоюзный активист, создатель самодеятельного Горьковского краевого колхозного театра (1933), гастролировал по Горьковской области, председатель ЦК профсоюза работников культуры и искусства в Москве, работал в аппарате ЦК КПСС (1949-1957), начальник Главного управления по делам искусств Министерства культуры РСФСР (1957-1963), начальник управления театров Министерства культуры СССР (1963-1969), член редколлегии журнала "Театр", автор книги "На сцене колхозного театра" (1939).
- Тычков, Николай Петрович (1920-2001) — советский и российский педагог, писатель, общественный деятель, директор Ивановского автотранспортного колледжа (1962—1981), участник Великой Отечественной войны. Один из организаторов восстания военнопленных в Бухенвальде (11 апреля 1945 г.).
- Филатов, Дмитрий Петрович (1876-1943) — российский и советский учёный, эмбриолог, доктор биологических наук, профессор, основатель кафедры эмбриологии в МГУ им. Ломоносова.
- Фредерикс, Георгий Николаевич (1889-1938) — российский и советский учёный, геолог и палеонтолог, магистр геологии и минералогии, профессор, первый декан технического факультета Пермского университета.
- Хохлов, Николай Петрович (1918-1985) — советский журналист-международник, участник Великой Отечественной войны. Автор ряда книг, в том числе биографии Патриса Лумумбы, лауреат премии имени Воровского.
- Храмов, Михаил Иванович (1926-2006) — педагог, краевед, участник Великой Отечественной войны. Почётный гражданин Сеченовского района.
- Шекуров, Василий Александрович (1905-1967) — авиационный бортмеханик I класса, участник Великой Отечественной войны, кавалер ордена Красной Звезды.
- Шульпин, Георгий Дмитриевич (1911-1991) — оперный певец, заслуженный артист РСФСР, участник Великой Отечественной войны, кавалер ордена Красной Звезды.
- Яшин, Александр Михайлович (род. 1957) — инженер, политический деятель, депутат Государственной Думы третьего созыва от партии "Единство".